# جایزه گزینش منتقدان برای بهترین گروه بازیگری
جایزه گزینش منتقدان برای بهترین گروه بازیگری (به انگلیسی: Critics' Choice Movie Award for Best Acting Ensemble) یکی از جوایزی است که توسط انجمن منتقدان پخش فیلم، به افرادی که در صنعت فیلم فعالیت می‌کنند اهدا می‌شود.

## دهه ۲۰۰۰

### ۲۰۰۱
- گاسفورد پارک
  - یازده یار اوشن
  - خانواده اشرافی تننبام

### ۲۰۰۲
- شیکاگو
  - ساعت‌ها
  - عروسی یونانی پرریخت‌وپاش و بزرگ من

### ۲۰۰۳
- ارباب حلقه‌ها: بازگشت پادشاه
  - در واقع عشق
  - باد قدرتمند
  - رودخانه مرموز

### ۲۰۰۴
- راه‌های فرعی
  - نزدیک‌تر
  - زندگی در آب با استیو زیسو
  - دوازده یار اوشن

### ۲۰۰۵
- تصادف
  - شب‌بخیر و موفق باشید.
  - اجاره
  - شهر گناه
  - سیریانا

### ۲۰۰۶
- میس سان‌شاین کوچولو
  - بابل
  - بابی
  - رفتگان
  - دختران رؤیایی
  - همراهان خانه‌ای در علف‌زار

### ۲۰۰۷
- اسپری مو
  - پیش از آنکه شیطان بفهمد مرده‌ای
  - رفته عزیزم رفته
  - جونو
  - جایی برای پیرمردها نیست
  - سوئینی تاد: آرایشگر شیطانی خیابان فلیت

### ۲۰۰۸
- میلک
  - مورد عجیب بنجامین باتن
  - شوالیه تاریکی
  - تردید
  - ریچل ازدواج می‌کند

### ۲۰۰۹
- حرامزاده‌های لعنتی
  - نه
  - گرانبها
  - پیشتازان فضا
  - بالا در آسمان

## دهه ۲۰۱۰
| سال  | برنده                            | اعضای گروه بازیگران | منبع  |
| ---- | -------------------------------- | --- | ----- |
| ۲۰۱۰ | مشت‌زن                            | ایمی آدامز، کریستین بیل، ملیسا لیو، جک مک‌گی، مارک والبرگ | [ ۱ ] |
| ۲۰۱۰ | بچه‌ها حالشان خوب است             | جولیان مور، آنت بنینگ، یایا داکوستا، جاش هاچرسون، مارک رافلو، میا واشیکوفسکا | [ ۱ ] |
| ۲۰۱۰ | سخنرانی پادشاه                   | هلنا بونهام کارتر، جنیفر ایلی، کالین فرث، مایکل گمبون، درک جاکوبی، گای پیرس، جفری راش، تیموتی اسپال | [ ۱ ] |
| ۲۰۱۰ | شبکه اجتماعی                     | جسی آیزنبرگ، اندرو گارفیلد، آرمی همر، رونی مارا، مکس مینگلا، جاستین تیمبرلیک | [ ۱ ] |
| ۲۰۱۰ | شهر                              | بن افلک، کریس کوپر، ربکا هال، جان هم، بلیک لایولی، پیت پاستویت، جرمی رنر، تیتوس ولیور | [ ۱ ] |
| ۲۰۱۱ | خدمتکاران                        | جسیکا چستین، وایولا دیویس، برایس دالاس هاوارد، الیسون جنی، کریس لوول، آنا ارایلی، سیسی اسپیسک، اکتاویا اسپنسر، مری استینبورگن، اما استون، سیسیلی تایسون، مایک فوگل |       |
| ۲۰۱۱ | آرتیست                           | برنیس بژو، جیمز کرامول، ژان دوژاردن، جان گودمن، پنه‌لوپه آن میلر |       |
| ۲۰۱۱ | ساقدوش‌ها                         | رز بیرن، جیل کلایبورگ، الی کمپر، ملیسا مک‌کارتی، وندی مک‌لندن کاوی، کریس اودوود، مایا رودولف، کریستن ویگ |       |
| ۲۰۱۱ | زادگان                           | بو بریجز، جرج کلونی، رابرت فورستر، جودی گریر، متیو لیلارد، شیلین وودلی |       |
| ۲۰۱۱ | نیمه ماه مارس                    | جرج کلونی، پل جیاماتی، رایان گاسلینگ، فیلیپ سیمور هافمن، مریسا تومی، ایوان ریچل وود، جفری رایت |       |
| ۲۰۱۲ | دفترچه امیدبخش                   | جنیفر لارنس، بردلی کوپر، رابرت دنیرو، انوپم کهیر، کریس تاکر، جکی ویور، جولیا استایلز |       |
| ۲۰۱۲ | آرگو                             | بن افلک، آلن آرکین، برایان کرانستون، جان گودمن |       |
| ۲۰۱۲ | بهترین هتل عجیب مریگولد          | جودی دنچ، سلیا ایمری، بیل نای، دو پتل، رانلد پیکاپ، مگی اسمیت، تام ویلکینسون، پنلوپه ویلتون |       |
| ۲۰۱۲ | بینوایان                         | راسل کرو، ان هتوی، هیو جکمن، آماندا سایفرد، هلنا بونهام کارتر، ساشا بارون کوهن، ادی ردمین |       |
| ۲۰۱۲ | لینکلن                           | دنیل دی-لوئیس، سالی فیلد، جوزف گوردون لویت، هال هالبروک، تامی لی جونز، جیمز اسپیدر، دیوید استراترن |       |
| ۲۰۱۲ | قلمرو طلوع ماه                   | باب بالابان، فرانسیس مک‌دورمند، بیل مری، ادوارد نورتون، جیسون شوارتزمن، تیلدا سوینتن، بروس ویلیس |       |
| ۲۰۱۳ | حقه‌بازی آمریکایی                 | ایمی آدامز، کریستین بیل، جنیفر لارنس، لوئی سی.کی.، بردلی کوپر، جرمی رنر، مایکل پنیا |       |
| ۲۰۱۳ | ۱۲ سال بردگی                     | بندیکت کامبربچ، پل دینو، چیویتل اجیوفور، مایکل فاسبندر، پل جیاماتی، لوپیتا نیونگو، سارا پلسون، برد پیت، الفری وودارد |       |
| ۲۰۱۳ | آگوست: اوسیج کانتی               | ابیگیل برسلین، کریس کوپر، بندیکت کامبربچ، جولیت لوئیس، مارگو مارتیندال، ایوان مک‌گرگور، درموت مالرونی، جولیان نیکلسون، جولیا رابرتس، سام شپارد، مریل استریپ، میستی اوپهام |       |
| ۲۰۱۳ | سرخدمتکار                        | ماریا کری، جان کیوسک، جین فوندا، کوبا گودینگ جونیور، ترنس هاوارد، لنی کراویتز، جیمز مارسدن، دیوید اویلوو، الکس پتیفر، ونسا ردگریو، آلن ریکمن، لیو شرایبر، فارست ویتاکر، رابین ویلیامز، اپرا وینفری                                                                                     |       |
| ۲۰۱۳ | نبراسکا                          | بروس درن، ویل فورته، استیسی کیچ، باب ادنکیرک، جون اسکویب |       |
| ۲۰۱۳ | گرگ وال استریت                   | لئوناردو دی‌کاپریو، کایل چندلر، ژان دوژاردن، جان فاورو، جونا هیل، متیو مک‌کانهی، راب راینر، مارگو رابی، جان برنثال |       |
| ۲۰۱۴ | بردمن                            | مایکل کیتون، اما استون، ادوارد نورتون، آندره‌آ ریسبرو، ایمی رایان، نائومی واتس، زک گالیفیناکیس |       |
| ۲۰۱۴ | پسرانگی                          | پاتریشا آرکت، الار کولترین، ایثن هاک، لورلای لینکلیتر |       |
| ۲۰۱۴ | هتل بزرگ بوداپست                 | اف. موری آبراهام، ماتیو آمالریک، آدرین برودی، ویلم دفو، ریف فاینز، جف گلدبلوم، هاروی کایتل، جود لا، بیل مری، ادوارد نورتون، تونی ریوولوری، سرشه رونان، جیسون شوارتزمن، لئا سیدو، تیلدا سوینتن، تام ویلکینسون، اوون ویلسون                                                              |       |
| ۲۰۱۴ | بازی تقلید                       | متیو بیرد، بندیکت کامبربچ، چارلز دنس، متیو گود، روری کینیار، کیرا نایتلی، آلن لیچ، مارک استرانگ |       |
| ۲۰۱۴ | به‌سوی جنگل                       | کریستین برنسکی، تمی بلانچارد، امیلی بلانت، جیمز کوردن، لیلا کرافورد، جانی دپ، آنا کندریک، دنیل هاتلستون، بیلی مگنوسن، مکنزی موزی، کریس پاین، لوسی پانچ، مریل استریپ، فرانسیس د لا تور، تریسی آلمن                                                                                      |       |
| ۲۰۱۴ | سلما                             | کامن، کارمن اجوگو، کوبا گودینگ جونیور، دیوید اویلوو، لورین توسان، جووانی ریبیسی، تیم راث، هنری جی. سندرز، مارتین شین، تسا تامپسون، تام ویلکینسون، اپرا وینفری |       |
| ۲۰۱۵ | اسپات‌لایت                        | بیلی کروداپ، ریچل مک‌آدامز، برایان دارسی جیمز، مایکل کیتون، مارک رافلو، لیو شرایبر، جان اسلتری، استنلی توچی | [ ۲ ] |
| ۲۰۱۵ | رکود بزرگ                        | کریستین بیل، استیو کرل، رایان گاسلینگ، ملیسا لیو، همیش لینکلیتر، جان ماگارو، برد پیت، ریف اسپال، جرمی استرانگ، مریسا تومی، فین ویتراک | [ ۲ ] |
| ۲۰۱۵ | هشت نفرت‌انگیز                    | دمیان بیچیر، بروس درن، والتون گاگینز، جنیفر جیسن لی، ساموئل ال. جکسون، مایکل مدسن، تیم راث، کرت راسل، چنینگ تیتوم | [ ۲ ] |
| ۲۰۱۵ | مستقیم از کامپتن                 | نیل براون جونیور، پل جیاماتی، کوری هاکینز، آلدیس هاج، اوشی جکسون جونیور، جیسون میچل | [ ۲ ] |
| ۲۰۱۵ | ترامبو                           | آدواله آکینویه آگباجه، لوئی سی.کی.، برایان کرانستون، دیوید جیمز الیوت، ال فانینگ، جان گودمن، داین لین، هلن میرن، مایکل استولبارگ، آلن تودیک | [ ۲ ] |
| ۲۰۱۶ | مهتاب                            | ماهرشالا علی، پاتریک دسیل، الکس آر. هیبرت، نائومی هریس، اندره هلند، ژارل ژروم، جنل مونی، جیدِن پاینر، تراوانته رودز، اشتون ساندرس |       |
| ۲۰۱۶ | زنان قرن بیستم                   | آنت بنینگ، کرک بوویل، دارل بریت گیبسون، بیلی کروداپ، ال فانینگ، گرتا گرویگ، تیا گیل، ناتالی لاو، رندی رایان، عالیه شوکت، لورا اسلید ویگینز، ولید زعیتر، لوکاس جید زومان |       |
| ۲۰۱۶ | حصارها                           | جوان آدپو، وایولا دیویس، استیون مک‌کینلی هندرسون، راسل هرنزبی، سانیا سیدنی، دنزل واشینگتن، میکلتی ویلیامسون |       |
| ۲۰۱۶ | اگر سنگ از آسمان ببارد           | گیل بیرمنگام، جف بریجز، دیل دیکی، بن فاستر، مارین ایرلند، کتی میکسون، ملانی پاپالیا، کریس پاین، کوین رانکین |       |
| ۲۰۱۶ | ارقام پنهان                      | ماهرشالا علی، کوین کاستنر، کیریستن دانست، ردا گریفیس، تراجی پی. هنسون، آلدیس هاج، کاران کندریک، جنل مونی، پیج نیکولِت، جیم پارسونز، گلن پاول، سانیا سیدنی، اکتاویا اسپنسر، گری ویکس |       |
| ۲۰۱۶ | منچستر بای د سی                  | کیسی افلک، متیو برودریک، هتر برنس، کایل چندلر، تیت داناوان، کارا هیوارد، لوکاس هجز، گرچن مول، اریکا مک‌درمونت، میشل ویلیامز |       |
| ۲۰۱۷ | سه بیلبورد خارج از ابینگ، میزوری | ابی کورنیش، پیتر دینکلیج، وودی هرلسون، جان هاکس، لوکاس هجز، ژلیکو ایوانک، کلب لندری جونز، فرانسیس مک‌دورمند، کلارک پیترس، سم راکول، سامارا ویوینگ | [ ۳ ] |
| ۲۰۱۷ | دانکرک                           | کنت برانا، تام هاردی، کیلین مورفی، مارک رایلنس، فیون وایتهد، تام گلین-کارنی، جک لودن، هری استایلز، آنورین برنارد، جیمز دارسی، بری کیوگن. | [ ۳ ] |
| ۲۰۱۷ | لیدی برد                         | تیموتی شالامی، بنی فلداستین، لوکاس هجز، تریسی لتس، استیون مک‌کینلی هندرسون، لاری میت کالف، جوردن رودریگز، سرشه رونان، اودیا راش، ماریِل اسکات، لوئیس اسمیت | [ ۳ ] |
| ۲۰۱۷ | گل‌گرفته                          | جاناتان بنکس، مری جی. بلایژ، جیسون کلارک، گرت هدلند، جیسون میچل، راب مورگان، کری مولیگان | [ ۳ ] |
| ۲۰۱۷ | پست                              | بروس گرینوود، تام هنکس، تریسی لتس، باب ادنکیرک، سارا پلسون، متیو ریس، مریل استریپ، برادلی وایتفورد | [ ۳ ] |
| ۲۰۱۸ | سوگلی                            | جو آلوین، الیویا کلمن، نیکلاس هولت، اما استون، ریچل وایس | [ ۴ ] |
| ۲۰۱۸ | پلنگ سیاه                        | آنجلا باست، چادویک بوزمن، استرلینگ کی براون، وینستون دوک، مارتین فریمن، دانای گوریرا، مایکل بی. جردن، دنیل کالویا، لوپیتا نیونگو، اندی سرکیس، فارست ویتاکر، لتیشیا رایت | [ ۴ ] |
| ۲۰۱۸ | آسیایی‌های خرپول                  | آکوافینا، جما چان، هنری گلدینگ، کن جیونگ، لیسا لو، هری شام جونیور، کنستانس وو، میشل یئو | [ ۴ ] |
| ۲۰۱۸ | معاون                            | ایمی آدامز، کریستین بیل، استیو کرل، لیسا گی همیلتون، جاستین کرک، ادی مارسن، تایلر پری، الیسون پیل، جسی پلمونس، لی‌لی ریب، سم راکول | [ ۴ ] |
| ۲۰۱۸ | بیوه‌ها                           | وایولا دیویس، الیزابت دبیکی، رابرت دووال، سینتیا اریوو، کالین فارل، برایان تایری هنری، دنیل کالویا، لیام نیسون، میشل رودریگز | [ ۴ ] |
| ۲۰۱۹ | مرد ایرلندی                      | رابرت دنیرو، آل پاچینو، جو پشی، ری رومانو، بابی کاناوله، آنا پاکوین، استیون گراهام، هاروی کایتل، کاترین ناردوچی، استفانی کورتزوبا، وِلکِر وایت، جسی پلمونس، جک هیوستون، دومنیک لامباردوتزی، پل هرمن، گری باسارابا، مارین ایرلند، الکسا پالادینو، جی. سی. مک‌کنزی                          | [ ۵ ] |
| ۲۰۱۹ | بامب‌شل                           | شارلیز ترون، نیکول کیدمن، مارگو رابی، جان لیسگو، کیت مک‌کینون، کانی بریتون، مالکوم مک‌داول، الیسون جنی، راب دلینی، مارک دوپلاس، آلیس ایو، اشلی گرین، آلانا اوباک، دارسی کاردن | [ ۵ ] |
| ۲۰۱۹ | چاقوکشی                          | آنا د آرماس، تونی کولت، دنیل کریگ، جیمی لی کرتیس، کریس ایوانز، دان جانسون، کاترین لانگفورد، ریکی لیندهوم، جیدن مارتل، ادی پترسن، کریستوفر پلامر، نوآ سیگان، مایکل شنون، کیت استنفیلد                                                                                                   | [ ۵ ] |
| ۲۰۱۹ | زنان کوچک                        | سرشه رونان، اما واتسون، فلورنس پیو، الیزا اسکانلن، لورا درن، تیموتی شالامی، مریل استریپ، تریسی لتس، باب ادنکیرک، جیمز نورتون، لویی گارل، کریس کوپر، جِین هودیشل، ابی کوئین | [ ۵ ] |
| ۲۰۱۹ | داستان ازدواج                    | اسکارلت جوهانسون، آدام درایور، لورا درن، آلن آلدا، ری لیوتا، جولی هاگرتی، مریت ویور، مارک اوبراین، متئو شیِر، بروک بلوم، کایل بورنهایمر، میکی سامنر، والاس شاون، مارتا کِلی | [ ۵ ] |
| ۲۰۱۹ | روزی روزگاری در هالیوود          | لئوناردو دی‌کاپریو، برد پیت، مارگو رابی، امیل هرش، مارگارت کوالی، تیموتی اولفینت، آستین باتلر، داکوتا فانینگ، بروس درن، آل پاچینو، برندا واکارو، نیکولاس هاموند، سامانتا رابینسون، رافال زاویروشا، لورنزا ایزو، کوستا رونین، دیمون هریمن، لینا دانم، مدیسن بیتی، مایکی مدیسون، مایا هاک | [ ۵ ] |
| ۲۰۱۹ | انگل                             | جانگ هه جین، جونگ هیون جون، جونگ جی سو، لی جونگ اون، سونگ کانگ هو، پارک میونگ هون، پارک سو دام، لی سون کیون، چوی وو شیک، چو یو جونگ | [ ۵ ] |

## دهه ۲۰۲۰
| سال  | برنده             | اعضای گروه بازیگران | منبع  |
| ---- | ----------------- | --- | ----- |
| ۲۰۲۰ | دادگاه شیکاگو هفت | یحیی عبدالمتین دوم، ساشا بارون کوهن، جوزف گوردون لویت، مایکل کیتون، فرانک لانگلا، جان کارول لینچ، ادی ردمین، نوآ رابینز، مارک رایلنس، الکس شارپ، جرمی استرانگ، بن شنکمن، کلوین هاریسون جونیور، جان دومن، دانیل فلاهرتی، کیتلین فیتزجرالد، جی. سی. مک‌کنزی، دامیان یانگ، مکس ادلر، سی. جِی. ویلسون | [ ۶ ] |
| ۲۰۲۰ | ۵ هم‌خون           | دلروی لیندو، جاناتان میجرز، کلارک پیترس، نورم لویس، ایسایا ویتلک جونیور، میلانی تیری، پاول والتر هوزر، یاشپر پاکونن، ژان رنو، چادویک بوزمن (نامزدی پس از مرگ)، ورونیکا نو، جانی تری گوین، نگو ناک لَم، له ای لان، سندی هونگ فام                                                                  | [ ۶ ] |
| ۲۰۲۰ | یهودا و مسیح سیاه | دنیل کالویا، کیت استنفیلد، جسی پلمونس، دومینیک فیش بک، اشتون ساندرس، دارل بریت گیبسون، لیل رِل هاوِری، آلجی اسمیت، دومینیک تورن، مارتین شین، آماری چیتوم | [ ۶ ] |
| ۲۰۲۰ | بلک باتم ما رینی  | وایولا دیویس، چادویک بوزمن (نامزدی پس از مرگ)، گلین ترمن، کولمن دومینگو، مایکل پاتس، جانی کوین، تیلور پیج، جرمی شاموس، دوسان براون، جاشوا هارتو | [ ۶ ] |
| ۲۰۲۰ | میناری            | استیون ین، هان یه-ری، آلن کیم، نوئل کیت چو، یون یو-جونگ، ویل پاتون، اسکات هیز، جاکوب وِید | [ ۶ ] |
| ۲۰۲۰ | یک شب در میامی    | کینگزلی بن ادیر، الی گوری، آلدیس هاج، لسلی اودم جونیور، لنس ردیک، جوکینا کالوکانگو، مایکل امپریولی، بو بریجز، لارنس گیلیارد جونیور، نیکولت رابینسون | [ ۶ ] |